# Geneva

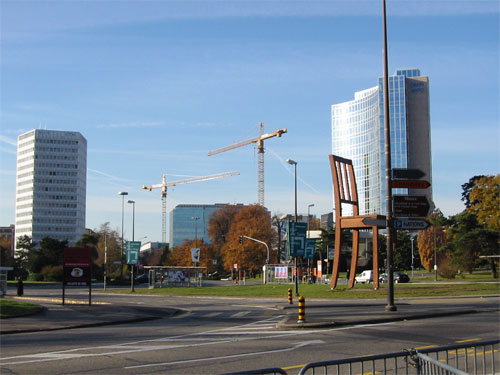
Geneva (sectorul internațional)

Geneva (în franceză Genève, în germană Genf) este un oraș elvețian situat în extremitatea vestică a țării, capitală a cantonului cu același nume. Cu privire la populație (184.758 locuitori la recensământul din 2001), este al doilea oraș al țării (după Zürich) și primul din zona franceză. Geneva este situată pe malul celui mai mare lac din Europa, lacul Leman (lacul Geneva). În Geneva râurile Ron și Arve se varsă în lacul Leman. Direct la marginea lacului s-au strâns multe bănci, mari hoteluri (palate), magazine de ceasuri și bijuterii.
Conform unui studiu publicat de compania de consultanță americană Mercer Human Resource Consulting, Geneva ocupă primul loc (la egalitate cu Zürich) în lista orașelor cu cea mai bună calitate a vieții.

## Genevezi celebri
- Ferdinand de Saussure este născut în Geneva.
- Ecaterina Arbore (1873 - 1937), medic, militantă socialistă;
- Calvin, Jean-Jacques Rousseau, Voltaire n-au fost originari din Geneva, dar și-au trăit aici o mare parte din viață.
- La 10 septembrie 1898, la debarcaderul portului, a fost asasinată împărăteasa Elisabeta (cunoscută și ca Sisi), soția împăratului austriac Franz Joseph.

### Personalități născute aici
- Gabriel Cramer (1704 - 1752), matematician;
- Jean-Jacques Rousseau (1712 - 1778), filozof iluminist;
- Jean Romilly (1714 - 1796), ceasornicar;
- Albert Gallatin (1761 - 1849), om de stat, etnolog, lingvist;
- Jean Robert Argand (1768 - 1822), matematician;
- Jean Charles Léonard de Sismondi (1773 - 1842), istoric;
- Augustin Pyramus de Candolle (1778 - 1841), botanist, naturalist;
- Rodolphe Töpffer (1799 - 1846), artist plastic;
- Auguste Arthur de la Rive (1801 - 1873), fizician;
- Germain Henri Hess (1802 - 1850), chimist;
- François Diday (1802 - 1877), pictor;
- Henri-Frédéric Amiel (1821 - 1881), scriitor;
- Henry Dunant (1828 - 1910), om de afaceri, Premiul Nobel pentru pace;
- Victor Cherbuliez (1829 - 1899), scriitor;
- Élie Ducommun (1833 - 1906), activist, Premiul Nobel pentru pace;
- Ferdinand Hodler (1853 - 1918), pictor;
- Ferdinand de Saussure (1857 - 1913), lingvist;
- Louis Pierre Blanc (1860 - 1903), arhitect;
- Sophie de Merenberg (1868 - 1927), contesă, fiica prințului Nikolaus Wilhelm de Nassau;
- Guglielmo Ferrero (1871 - 1942), istoric, jurnalist;
- Édouard Claparède (1873 - 1940), neurolog;
- Emilie Gourd (1879 - 1946), feministă, jurnalistă;
- Michel Simon (1895 - 1975), actor;
- Eugeniusz Bodo (1899 - 1943), actor, scenarist, regizor;
- Raymond Passello (1905 - 1987), fotbalist;
- Jean Rousset (1910 - 2002), critic literar;
- Vico Torriani (1920 - 1998), cântăreț;
- Jean Starobinski (1920 - 2019), critic literar;
- Roger Bocquet (1921 - 1994), fotbalist;
- Marc Camoletti (1923 – 2003), dramaturg;
- Claude Goretta (1929 - 2019), regizor de film;
- Alain Tanner (1929 - 2022), regizor;
- André Grobéty (1933 - 2013), fotbalist;
- Samuel Labarthe (n. 1962), actor;
- Alain Menu (n. 1963), pilot auto;
- Corinne Maier (n. 1963), scriitoare, psiholog;
- Jeffrey Alan Agoos (n. 1968), fotbalist;
- Marc Rosset (n. 1970), jucător de tenis;
- Emanuele Filiberto (n. 1972), prinț de Veneția și Piemont;
- Emmanuelle Gagliardi (n. 1976), jucător de tenis;
- Johann Louis François Vogel (n .1977), fotbalist;
- Philippe Senderos (n. 1985), fotbalist;
- Joël Dicker (n. 1985), scriitor;
- Reto Pirmin Ziegler (n. 1986), fotbalist;
- Edoardo Mortara (n. 1987), pilot sportiv;
- Katerina Graham (n. 1989), actriță, cântăreață;
- Anthony Sauthier (n. 1991), fotbalist.

## Clima
| Date climatice pentru Genève–Cointrin (1981–2010) | Date climatice pentru Genève–Cointrin (1981–2010) | Date climatice pentru Genève–Cointrin (1981–2010) | Date climatice pentru Genève–Cointrin (1981–2010) | Date climatice pentru Genève–Cointrin (1981–2010) | Date climatice pentru Genève–Cointrin (1981–2010) | Date climatice pentru Genève–Cointrin (1981–2010) | Date climatice pentru Genève–Cointrin (1981–2010) | Date climatice pentru Genève–Cointrin (1981–2010) | Date climatice pentru Genève–Cointrin (1981–2010) | Date climatice pentru Genève–Cointrin (1981–2010) | Date climatice pentru Genève–Cointrin (1981–2010) | Date climatice pentru Genève–Cointrin (1981–2010) | Date climatice pentru Genève–Cointrin (1981–2010) |
| Luna                                              | Ian                                               | Feb                                               | Mar                                               | Apr                                               | Mai                                               | Iun                                               | Iul                                               | Aug                                               | Sep                                               | Oct                                               | Nov                                               | Dec                                               | Anual                                             |
| ------------------------------------------------- | ------------------------------------------------- | ------------------------------------------------- | ------------------------------------------------- | ------------------------------------------------- | ------------------------------------------------- | ------------------------------------------------- | ------------------------------------------------- | ------------------------------------------------- | ------------------------------------------------- | ------------------------------------------------- | ------------------------------------------------- | ------------------------------------------------- | ------------------------------------------------- |
| Maxima medie °C (°F)                              | 4.5 (40,1)                                        | 6.3 (43,3)                                        | 11.2 (52,2)                                       | 14.9 (58,8)                                       | 19.7 (67,5)                                       | 23.5 (74,3)                                       | 26.5 (79,7)                                       | 25.8 (78,4)                                       | 20.9 (69,6)                                       | 15.4 (59,7)                                       | 8.8 (47,8)                                        | 5.3 (41,5)                                        | 15,2 (59,4)                                       |
| Media zilnică °C (°F)                             | 1.5 (34,7)                                        | 2.5 (36,5)                                        | 6.2 (43,2)                                        | 9.7 (49,5)                                        | 14.2 (57,6)                                       | 17.7 (63,9)                                       | 20.2 (68,4)                                       | 19.5 (67,1)                                       | 15.4 (59,7)                                       | 11.1 (52)                                         | 5.5 (41,9)                                        | 2.8 (37)                                          | 10,5 (50,9)                                       |
| Minima medie °C (°F)                              | −1.3 (29,7)                                       | −1 (30)                                           | 1.6 (34,9)                                        | 4.8 (40,6)                                        | 9.1 (48,4)                                        | 12.3 (54,1)                                       | 14.4 (57,9)                                       | 14.0 (57,2)                                       | 10.8 (51,4)                                       | 7.4 (45,3)                                        | 2.4 (36,3)                                        | 0.1 (32,2)                                        | 6,2 (43,2)                                        |
| Precipitații mm (inches)                          | 76 (2.99)                                         | 68 (2.68)                                         | 70 (2.76)                                         | 72 (2.83)                                         | 84 (3.31)                                         | 92 (3.62)                                         | 79 (3.11)                                         | 82 (3.23)                                         | 100 (3.94)                                        | 105 (4.13)                                        | 88 (3.46)                                         | 90 (3.54)                                         | 1.005 (39,57)                                     |
| Zăpadă cm (inches)                                | 10.8 (4.25)                                       | 8.1 (3.19)                                        | 2.8 (1.1)                                         | 0.2 (0.08)                                        | 0.0 (0)                                           | 0.0 (0)                                           | 0.0 (0)                                           | 0.0 (0)                                           | 0.0 (0)                                           | 0.0 (0)                                           | 2.8 (1.1)                                         | 7.4 (2.91)                                        | 32,1 (12,64)                                      |
| Umiditate [%]                                     | 81                                                | 76                                                | 69                                                | 67                                                | 69                                                | 66                                                | 64                                                | 67                                                | 73                                                | 79                                                | 81                                                | 81                                                | 73                                                |
| Nr. de zile cu precipitații (≥ 1.0 mm)            | 9.5                                               | 8.1                                               | 9.0                                               | 8.9                                               | 10.6                                              | 9.3                                               | 7.6                                               | 7.9                                               | 8.1                                               | 10.1                                              | 9.9                                               | 10.0                                              | 109,0                                             |
| Nr. mediu de zile cu ninsoare (≥ 1.0 cm)          | 2.5                                               | 2.0                                               | 0.9                                               | 0.1                                               | 0.0                                               | 0.0                                               | 0.0                                               | 0.0                                               | 0.0                                               | 0.0                                               | 0.7                                               | 2.0                                               | 8,2                                               |
| Ore însorite                                      | 59                                                | 88                                                | 154                                               | 177                                               | 197                                               | 235                                               | 263                                               | 237                                               | 185                                               | 117                                               | 66                                                | 49                                                | 1.828                                             |
| Sursă: MeteoSwiss                                 |                                                   |                                                   |                                                   |                                                   |                                                   |                                                   |                                                   |                                                   |                                                   |                                                   |                                                   |                                                   |                                                   |